# Contact sexual anal

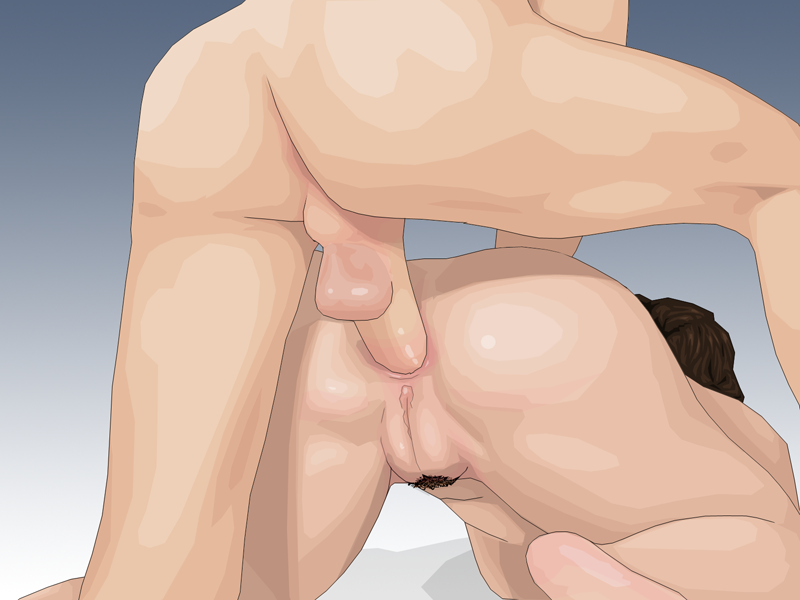
Ilustrarea sexului anal

Contactul sexual anal sau sexul anal, este o formă a activității sexuale umane care constă în introducerea penisului erect al partenerului “activ” în anusul, și/sau rectul partenerului “pasiv”, în scopul obținerii plăcerii sexuale. Partenerul pasiv poate fi o femeie, caz în care contactul sexual anal este de tip heterosexual, sau un bărbat, caz în care este de tip homosexual. Plăcerea sexuală (orgasmul) este obținută prin excitarea directă a terminațiilor nervoase din anus, și indirectă a punctului G, în primul caz, respectiv a prostatei, în cel de-al doilea. De asemenea, penetrarea anală poate provoca în anumite condiții disconfort fizic și psihic. Contactul sexual anal permite transmiterea de infecții cu transmitere sexuală și reprezintă o formă a activității sexuale cu un potențial de risc extrem de ridicat, datorită vulnerabilității ridicate a anusului și a țesutului rectal. Contactul sexual anal neprotejat este considerat de către Organizația Mondială a Sănătății (OMS) cea mai riscantă formă a activității sexuale. De-a lungul istoriei, sexul anal, cu precădere cel homosexual, a fost interzis cu strictețe în multe culturi, tolerat sau acceptat în altele. Considerat tabu sau un act contra legilor naturii, este considerat o crimă în unele țări, chiar și atunci când este practicat de către cuplurile căsătorite. Marile religii, creștinismul și islamismul, interzic categoric orice fel de relații sexuale anale.

## Istoric

### Vechiul Testament

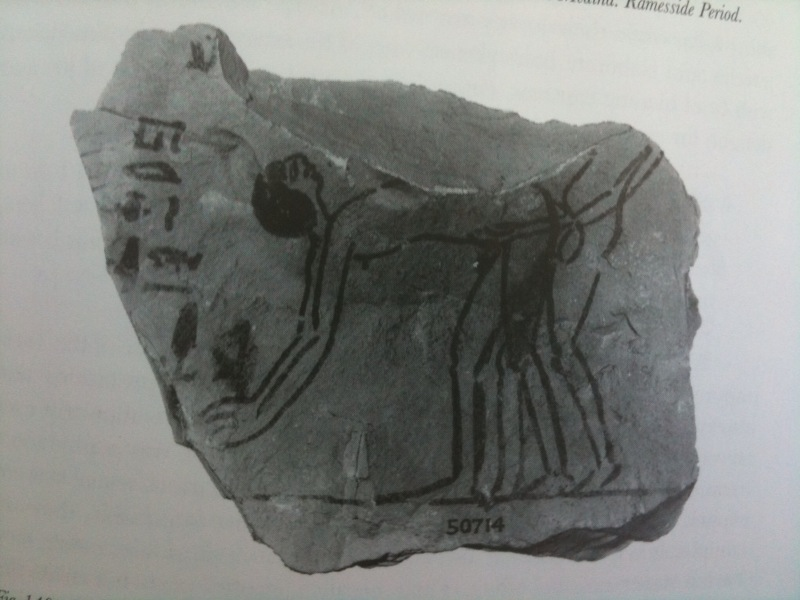
Ciob (ostraca) egiptean cca. 1279-1213 IC - contact sexual anal

Pornind de la premisa că sexul anal nu poate avea ca finalitate reproducerea, Vechiul Testament condamnă categoric orice altă formă de activitate sexuală, cu excepția contactului sexual normal dintre bărbat și femeie. Scopul primordial al contactului sexual este procreația, și doar în subsidiar el poate procura plăcere și armonie în cadrul cuplului. Orice altă formă de activitate sexuală este categoric prohibită, Vechiul Testament fiind extrem de explicit, mai ales în ceea ce privește contactul sexual anal homosexual. Leviticul precizează cu claritate: 
- Lev. 18, 22: "Să nu te culci cu bărbat, ca și cu femeie; aceasta este spurcăciune."

- Lev. 20, 13: "De se va culca cineva cu bărbat ca și cu femeie, amândoi au făcut nelegiuire și să se omoare, că sângele lor asupra lor este."[8]

Toate aceste comportamente sexuale (homosexualitate, bestialitate) la care face referire extrem de precis Vechiul Testament, există din cele mai vechi timpuri. Este posibil ca aceste activități sexuale să fi apărut din necesități obiective, respectiv pentru restrângerea numărului de nașteri, în perioadele de restriște precum războaie, asedii și foamete. Este absolut normal ca abuzul de astfel de practici să devină pentru unii viciu, așa cum sunt descriși în Cartea Genezei unii din locuitorii cetăților Sodoma și Gomora. Istoricii pomenesc și de altfel de practici ce aveau același scop, limitarea numărului de nou-născuți, guri de hrănit adică, precum prostituția sacră din cetățile vechiului Babilon. Apoi mai exista obligația femeilor de a se prostitua în temple în anumite zile de sărbătoare religioasă. Contactele sexuale multiple, normale și anale, cu un număr ridicat de clienți, conduceau la o sterilitate temporară a femeii, dar și la răspândirea acestor practici sexuale. La polul opus din acest punct de vedere se situau evreii, care erau în expansiune, fiind în război pentru cucerirea Palestinei, în consecință, activitatea sexuală trebuia să servească în primul rând la completarea numărului de războinici căzuți în luptă, orice altfel de activitate sexuală fiind strict prohibit.

### Noul Testament
Dacă Vechiul Testament este mai puțin explicit în ceea ce privește contactul sexual anal heterosexual, condamnând în mod explicit doar homosexualitatea, bestialitatea și masturbația, Sf. Apostol Pavel, în Epistola sa către romani se referă și la contactul sexual anal dintre bărbat și femeie, condamnând aceste practici la care se dedaseră unii din locuitorii Cetății Eterne:
- 26 “Din pricina aceasta, Dumnezeu i-a lăsat în voia unor patimi scîrboase; căci femeile lor au schimbat întrebuințarea firească a lor într'una care este împotriva firii;”

- 27 “tot astfel și bărbații, au părăsit întrebuințarea firească a femeii, s'au aprins în poftele lor unii pentru alții, au săvîrșit parte bărbătească cu parte bărbătească lucruri scîrboase, și au primit în ei înșiși plata cuvenită pentru rătăcirea lor”. [9]

### Grecia antică

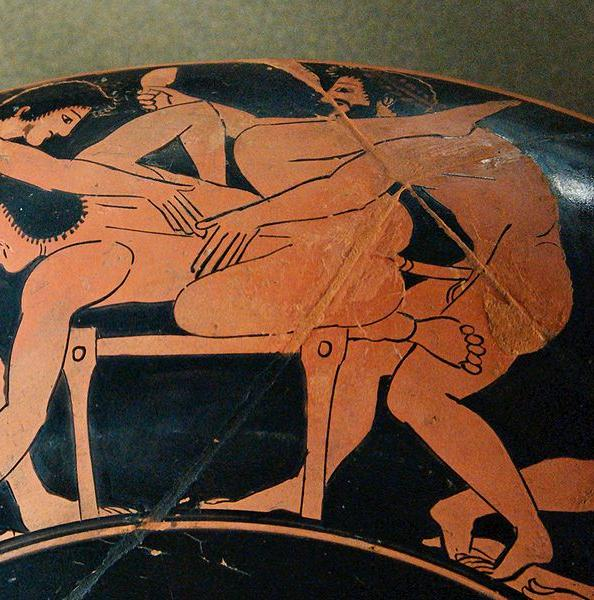
Sex anal cu o prostituată - detaliu de pe un vas antic (kylix) cca. 500 IC, Muzeul Luvru

Ca și în Babilon, și în Grecia antică, atât homosexualitatea cât și pederastia, cu sclavi care se prostituau, dar și contactul sexual anal, atât cu soția, cât și cu prostituate (hetaire și hierodule), puteau constitui ocazional o alternativă la sexualitatea normală, în scopul limitării nașterilor, dar și pentru propria plăcere, în special la nivelul claselor de jos. Termenul eufemistic de “plăceri grecești” face referire la astfel de practici sexuale. Cert este că astfel de practici sexuale nu erau sub nici o formă prohibite în Grecia antică. De asemenea, în mediul aristocratic se practica un fel de inițiere a tinerilor de către un maestru, despre care se presupune că puteau include anumite relații pederastice, cu acordul tatălui, fără a exista însă dovezi clare în acest sens. Informațiile privind aceste practici sexuale ne-au parvenit prin textele dramatice, cele cîteva zeci care s-au păstrat din cele cca. 2000 scrise, precum și câteva imagini de pe vasele ceramice antice. Stilul batjocoritor în care sunt tratați homosexualii pasivi în comediile lui Aristofan (europroktoi), ne sugerează mai degrabă că grecii din popor detestau astfel de practici. Platon, cu doi ani înainte să se stingă din viață, deplânge amploarea pe care o luaseră aceste practici, pe care le socotea nenaturale, fapte lipsite de rușine (tolmema). Nu există nici un basorelief, altorelief sau sculptură care să reprezinte în mod explicit vreun contact sexual anal, heterosexual sau homosexual. În schimb, scenele pictate pe ceramica antică greacă sunt extrem de explicite. Există și o anumită simbolistică cu caracter sexual. În majoritatea zdrobitoare a cazurilor, bărbații sunt prezentați dezbrăcați, chiar și în scenele de război, posibil datorită cultului pentru un fizic armonios dezvoltat, dar și cultului falic. În timp ce femeile măritate sunt prezentate invariabil îmbrăcate, prostituatele sunt întotdeauna dezbrăcate. Extrem de puține lucrări de ceramică reprezintă contacte sexuale homosexuale între oameni maturi și tineri. Majoritatea prezintă un soi de apropiere fizică, care poate avea și un cu totul alt sens. În perioada romană a antichității grecești, deși astfel de practici sunt amintite în scrierile antice, ca având loc între cetățeni maturi și tineri proaspăt ieșiți din adolescență, ele sunt considerate degradante, mai ales pentru cei tineri. Scenele de la orgii cu prostituate prezintă adesea bărbați angajându-se în contact sexual anal, de multe ori având un penis supradimensionat. Ele pot constitui eventual o satiră la adresa moravurilor epocii. Prostituatele preferau contactul sexual anal și pentru a evita o sarcină ce le-ar fi împiedicat eventual să profeseze. Dat fiindcă civilizația greacă a influențat țări și popoare de pe trei continente și s-a întins în timp de-a lungul mai multor secole, toleranța și/sau acceptarea acestor practice sexuale este de presupus că a variat destul de mult de la țară la țară și de la o epocă la alta.

### Roma imperială

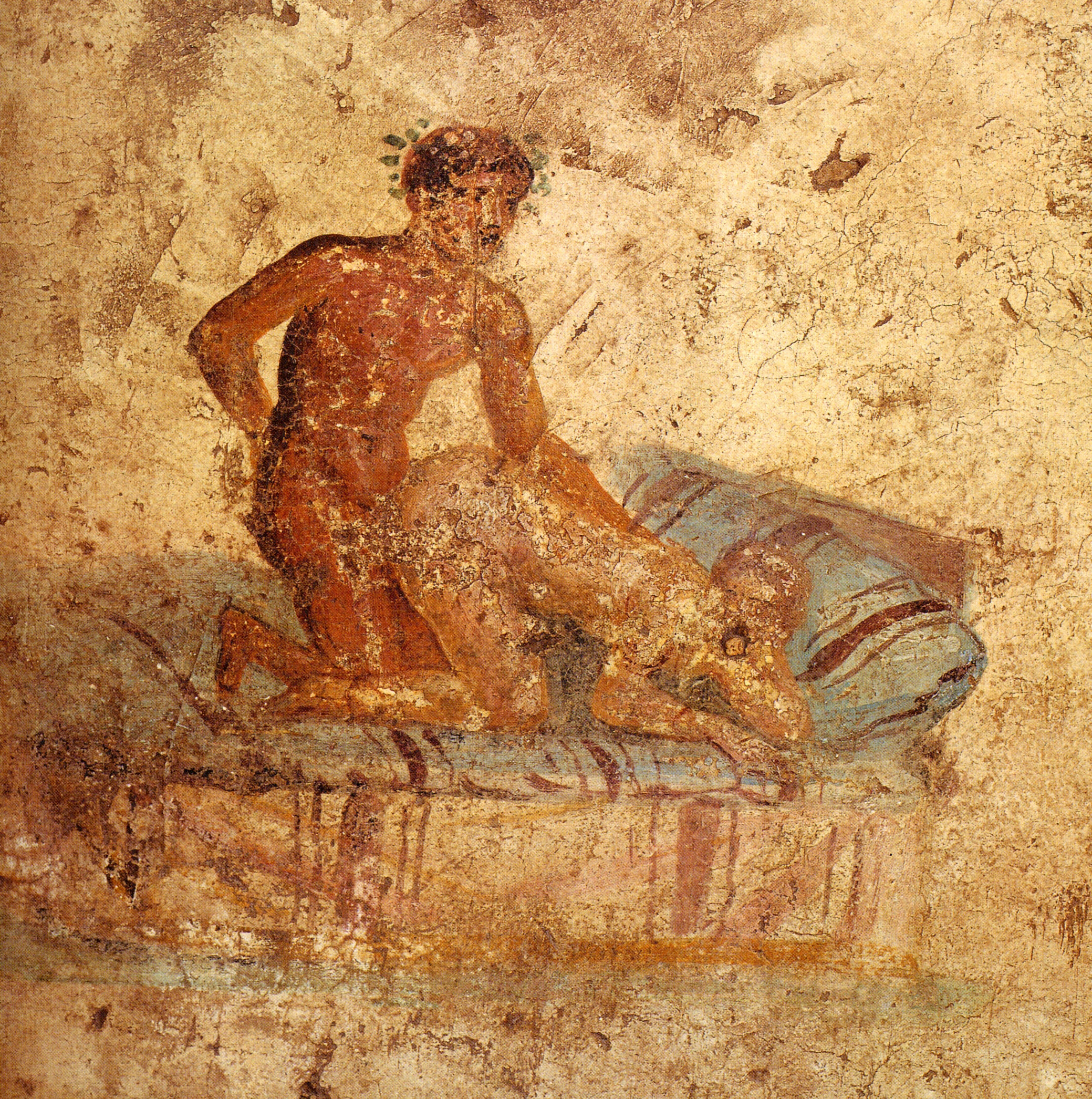
Pompei - Casa del Ristorante - frescă reprezentând un contact sexual cu femeia în poziția leoaicei.

În Roma antică, sodomizarea unui sclav de către un om liber era considerată o formă de asumare a puterii și virilității acestuia din urmă. Din contră, un om liber care accepta să fie sodomizat de către o persoană de rang inferior, adică să accepte rolul pasiv în cadrul unui contact sexual anal homosexual, era un act condamnabil (impudicitia), acceptarea rolului de partener pasiv fiind considerată rușinoasă.  Obiceiul ca oamenii liberi să aibă rolul de partener activ în cadrul unor contacte sexuale anale homosexuale cu sclavi tineri, cunoscuți sub numele de catamites sau puer delicatus, este pomenit în textele epocii. Romanii considerau aceste practici sexuale ca fiind specific “grecești”. Nu avem cunoștință despre cât de mare era răspândirea lor, deși aluzii apar destul de frecvent la scriitorii antici. Bunăoară lui Vergiliu îi plăceau doar băieții, împăratului Claudius doar femeile, iar Horațiu iubea ambele sexe. Poeții îl pomenesc pe favoritul împăratului Domițian, iar lui Antinoos, favoritul lui Hadrian, i se dedică un adevărat cult. În societatea romană nu se făcea distincție pe baza preferințelor sexuale. Esențial era ca fiecare să se comporte conform rangului pe care-l avea. Stăpânul în calitate de proprietar de sclavi, militar și cetățean liber al Romei, avea dreptul să dispună cum voia de sclavii sau sclavele sale, inclusiv din punct de vedere sexual, iar aceștia din urmă erau obligați să se supună capriciilor sale.  În societatea romană era extrem de important ca restul cetățenilor liberi, femei măritate, tinere și tineri proveniți din familii de oameni liberi, să se comporte conform rangului avut în societate. Calitatea de om liber era incompatibilă cu statutul de partener pasiv, rezervat sclavilor, în consecință, a fost emisă o lege specială, Lex Scantinia (anul 149 IC sau 216 IC), confirmată ulterior în timpul lui Augustus, care urmărea protecția tinerilor (ingenuus sau praetextatus) și tinerelor de viol sau de abuz sexual, sexul de orice fel cu minorii născuți liberi fiind interzis. Partenerii legali de orice sex nu puteau fi decât prostituate sau sclavi, cărora li se rezerva rolul de partener pasiv, rolul activ în cadrul contactului sexual fiind sinonim cu virilitatea și dominația, fără a se face vreo deosebire între contactul sexual homosexual și cel heterosexual. Prostituția era larg răspândită, fiind practicată atât de femei cât și de barbați (infames). Vocabularul latin ce descrie astfel de practici sexuale este destul de bogat. Verbul latin care descrie acțiunea de penetrare anală este pedicare, un termen vulgar și direct, analog verbului "to fuck" din limba engleză. Originea termenului nu este cunoscută, dar se presupune că este derivat din termenul grec paidika, ceva în legătură cu pederastia. Existau și expresii eufemistice, precum muliebria pati (pe cale femeiască), expresie rezervată pentru penetrarea anală a unui bărbat. Nu existau expresii specifice privind penetrarea anală a unei femei. Poziția femeii "în genunchi și pe coate", cu șezutul ridicat (poziția leoaicei), care apare pe frescele din Pompei, ar putea indica așa ceva, deși poate la fel de bine servi pentru penetrarea vaginală posterioară (a tergo). În schimb, pentru prostituatele ce-și făcuseră o specialitate din practicarea sexului anal, exista o expresie populară,  "culibonia" (anus bun). 
Măsuri legislative de reprimare a relațiilor sexuale homosexuale, acestea referindu-se în primul rând la contactul sexual anal homosexual, apar de-abia în sec. 3 DC, când împăratul Filip Arabul interzice prostituția masculină. Spre sfârșitul sec. 4, odată cu adoptarea creștinismului ca religie oficială, homosexualitatea pasivă va fi pedepsită prin ardere. În codul de legi al lui Teodosiu, este prevăzută pedeapsa cu moartea "prin sabie" pentru homosexualii pasivi. Sub Justinian, contactele sexuale de orișice fel între parteneri de același sex, sunt categoric prohibite, iar cei angajați în astfel de practici sexuale "contra naturii", indiferent de rolul lor, activ sau pasiv, sunt pasibili de pedeapsa cu moartea.  Se subliniază că astfel de practici sexuale ar fi cauzat mânia Domnului, explicând cel puțin parțial o serie de calamități naturale din anii 542 și 559 DC.

### Evul mediu și Renașterea

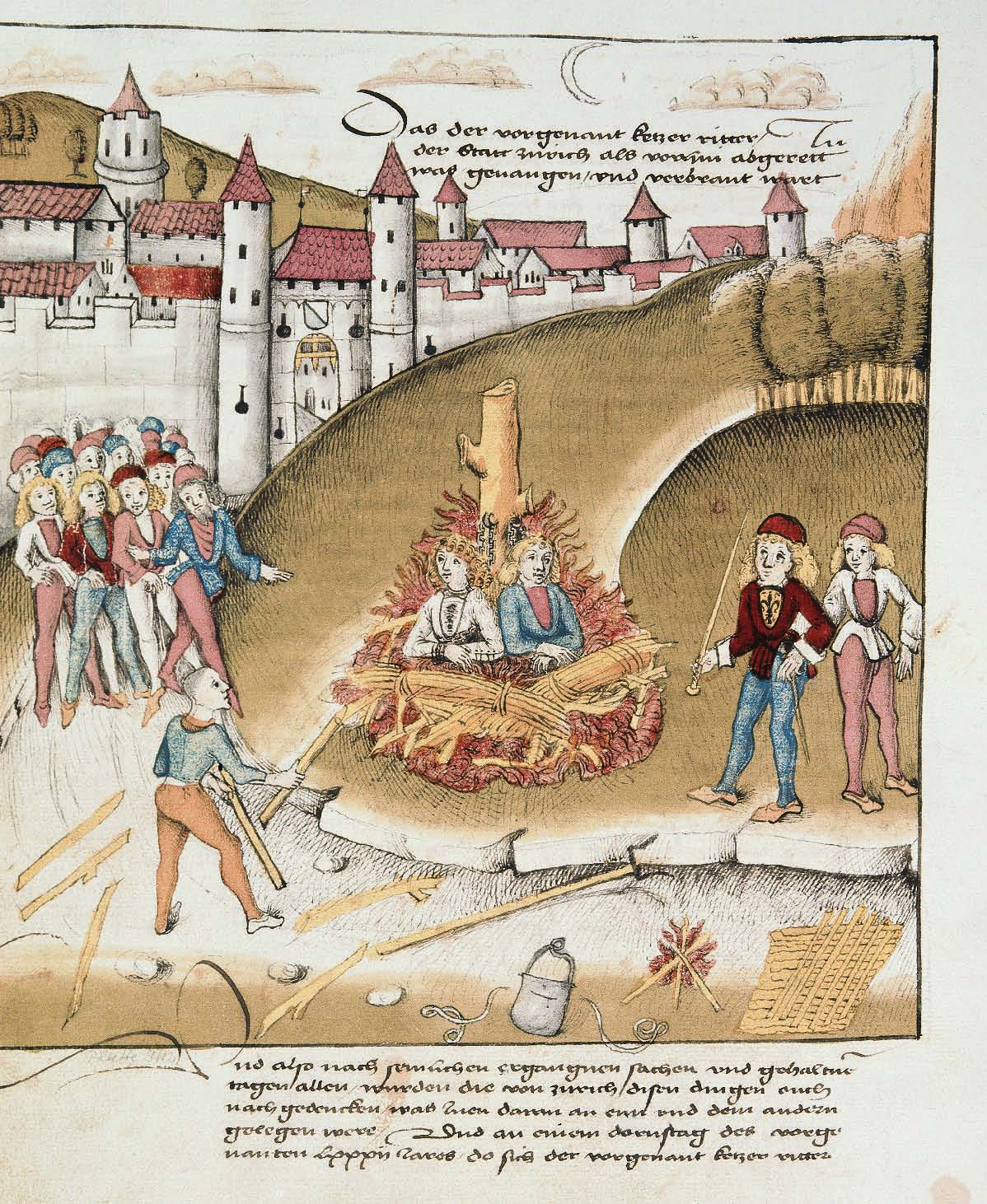
Execuția prin ardere pe rug a cavalerului Richard (Reichardt) Puller von Hohenburg împreună cu servitorul său, Anton Maetzler, condamnați pentru sodomie, în 24 septembrie 1482, în Zürich

Pornind de la textele biblice care condamnă sexul anal, atât între persoane de același sex, cât și între persoane de sex diferit, în Evul Mediu, concomitent cu creșterea puterii și rolului bisericii în societate,  sunt condamnate nu numai acestea, ci absolut orice tip de contact sexual în afara celui vaginal. Orice alt fel de activitate sexuală este considerată "contra naturii", fiind denumită sodomie, considerată drept unul din cele mai grele păcate. Teologul catolic Peter Damian, în Cartea Gomorei (Liber Gomorrhianus) desemnează drept sodomie următoarele: masturbarea, masturbarea reciprocă, copularea între coapse, penetrarea femeii "din spate" și sexul anal. Majoritatea acestor practici, la origine, serveau la evitarea unei sarcini. Toma d' Aquino extinde definiția sodomiei la orice fel de contact sexual, altul decât cel vaginal dintre bărbat și femeie. De asemenea, a considerat lesbianismul un păcat. Teologii au stabilit chiar și o "ierarhie" a pozițiilor în cursul contactului sexual heterosexual, cea mai puțin "păcătoasă" fiind așa numita poziție a "misionarului", față în față cu bărbatul deasupra femeii, cea care corespundea "ierarhiei naturale" bărbat-femeie. Poziția cu femeia deasupra, "încălecând" bărbatul, ca și cea cu femeia penetrată "din spate" (a tergo), erau considerate anormale, și implicit, un păcat, dat fiindcă erau destinate sporirii plăcerii și nu procreației. Sexul oral și anal cu femeia erau un păcat și mai grav, cât despre relațiile homosexuale similare, acestea erau considerate crime de o gravitate extremă. Persecuțiile împotriva celor care se făceau vinovați de sodomie au început în sec. 12-13. Vinovații erau condamnați la moarte, adesea precedată de mutilare (scopire), urmată de execuție prin ardere pe rug sau spânzurare.  Spre mijlocul Evului Mediu, pe măsura extinderii diverselor teorii considerate eretice de către biserică, acuzațiile de erezie au fost tot mai adesea însoțite de acuzații de sodomie, în general, prin aceasta înțelegându-se contactul sexual anal homosexual și felația, ambele, practici sexuale standard printre homosexualii de azi. Chestiunea era valabilă în toate regatele catolice din vestul Europei și pe tot cuprinsul statelor papale. Concomitent, s-au înmulțit acuzațiile de vrăjitorie contra femeilor, inclusiv de contacte sexuale cu diavolul. Pedepsele pentru cei "dovediți" că ar fi practicat poziții "nefirești" erau drastice: trei ani penitență pentru poziția cu femeia deasupra, la fel pentru sex oral și penetrare a tergo, contactul sexual anal fiind considerat cel mai "păcătos". Relațiile sexuale homosexuale însă, erau invariabil pedepsite cu moartea. Cazurile erau instrumentate de către Inchiziție, de cele mai multe ori, în urma unor denunțuri anonime. La nivelul claselor conducătoare, astfel de acuzații au fost utilizate pentru eliminarea unor adversari politici, cum a fost celebrul proces al cavalerilor templieri (1314), în care majoritatea condamnărilor au fost pronunțate în urma unor mărturisiri smulse sub tortură, de sodomie, blasfemie și erezie. La nivelul claselor de jos, astfel de denunțuri anonime erau de asemenea extrem de frecvente, cel mai adesea având la origine scopuri mercantile. Inchiziția era omniprezentă și avea peste tot informatori, veghind ca doctrina catolică să fie respectată cu strictețe. Demn de menționat este că atât Niccolò Machiavelli cât și Leonardo da Vinci au fost anchetați în urma unor denunțuri anonime care-i acuzau de sodomie, astfel de denunțuri fiind extrem de frecvente în epocă, dat fiindcă celui condamnat i se confisca averea, o parte din aceasta revenind denunțătorului. Anchetele desfășurate atunci de Inchiziție i-au absolvit pe cei doi de orice răspundere, stabilind că acuzațiile erau false. În Florența, într-o perioadă de numai 70 de ani, între 1432 și 1502, aproape 17,000 de bărbați au fost anchetați, fiind suspectați de sodomie. Dintre aceștia, 3,000 au fost condamnați. Este enorm la un oraș cu cca. 40,000 de locuitori.

### Asia și Japonia

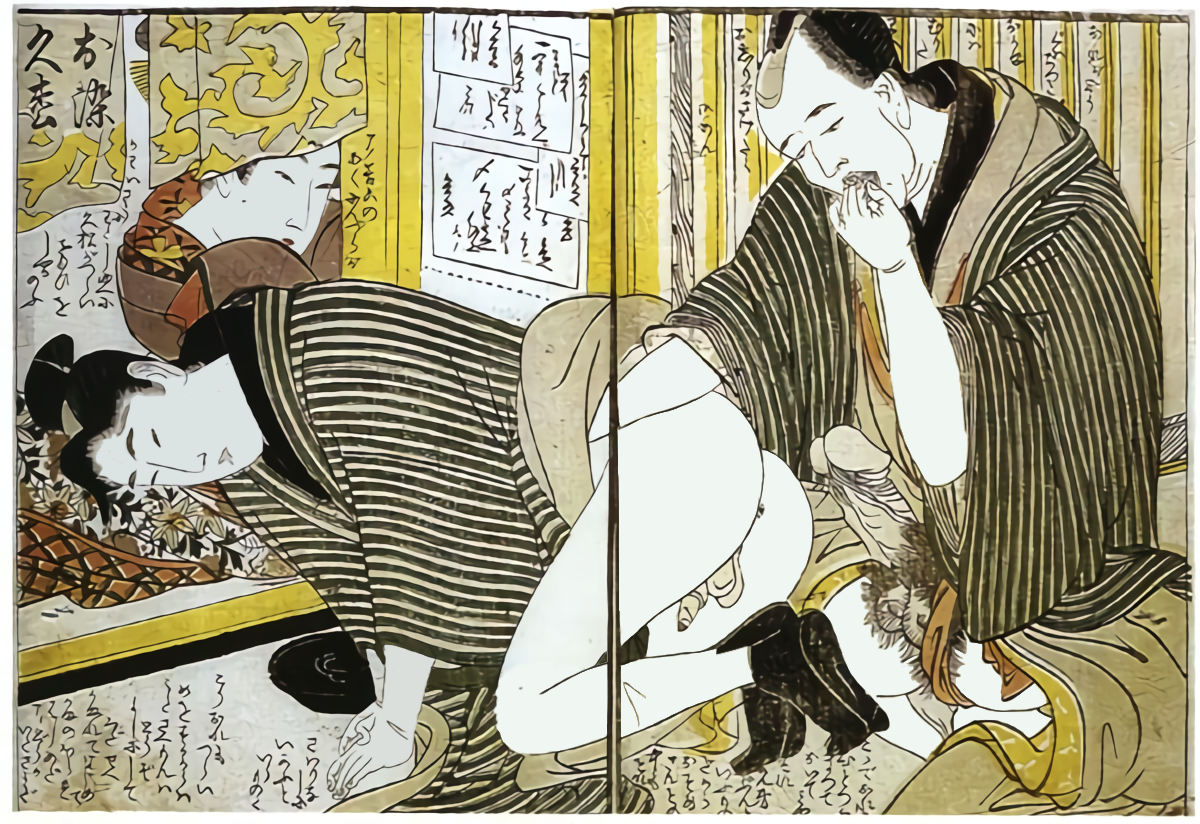
Kitagawa Utamaro - Client pe cale să "lubrifieze" anusul unui prostituat

În unele țări din Asia, China în special, apoi în Taiwan, dar și în Coreea și Vietnam nu au existat niciodată legi care că condamne contactul sexual anal, între persoane de același sex sau de sex opus. Chiar dacă anterior au existat astfel de legi, ele au fost abolite în momentul în care respectivele țări au intrat în imperiul colonial francez (Laos și Cambodgia) În țările care făceau parte din imperiul colonial britanic, India, Pakistan, etc…, s-a aplicat legislația britanică, actele de sodomie, numite ”buggery”, prin aceasta înțelegându-se contactul sexual anal homosexual (sodomie de gen) și cel heterosexual (sodomie de mod), fiind pedepsite cu moartea prin Buggery Act din 1533, lege dată de Henric al VIII-lea, lege care a rămas în vigoare până în 1861. Ultimii homosexuali din Marea Britanie condamnați la moarte în virtutea acestei legi, au fost James Pratt și John Smith, spânzurați în 27 noiembrie 1835. În unele țări islamice, în special din Orientul Apropiat, respectiv în Iran, Arabia Saudită, Brunei, Yemen și Emiratele Arabe Unite, contactul sexual anal homosexual se pedepsește cu moartea, inclusiv în prezent. În alte țări asiatice, preponderent islamice, precum Bangladesh, Maldive, Myanmar (fostă Burma), Pakistan, și Qatar se pedepsește cu închisoarea pe viață. 
În Japonia, până în perioada modernă, nu au existat legi care să reglementeze activitatea sexuală. Contactul sexual anal a fost interzis prin lege în 1872, pentru ca șapte ani mai târziu, prin Codul Penal din 1880, să fie definitiv decriminalizat. Referințe cu privire la relațiile sexuale în Japonia există în scrieri datând din cele mai vechi timpuri, dar sunt extrem de metaforice. Primele referințe cu privire la relații sexuale între persoane de același sex apar în perioada Heian, pe la începutul sec.11. (Povestea lui Genji) Referințe fără echivoc apar totuși de-abia în sec. 18, atât literare cât și iconografice. Multe stampe cu tentă erotică ale marilor maeștri japonezi Katsushika Hokusai, Kitagawa Utamaro, Utagawa Kunisada, prezintă scene erotice violente, contacte sexuale anale cu bărbați și femei, sex în grup, lesbiene, scene de masturbare, reflectând moravurile sexuale ale epocii, adesea dintr-o perspectivă satirică. Nu există informații exacte privind răspândirea acestor practici sexuale. În ciuda restricțiilor de natură legislativă, se poate presupune că astfel de practici erau destul de răspândite. Prostituția masculină (kagema), ca și cea feminină (yūjo), erau destul de răspândite. Tinerii care se prostituau, erau adesea actori ucenici la teatrul kabuki, mulți prestau servicii sexuale pentru o clientelă atât masculină, cât și feminină. Majoritatea erau vânduți de la vârsta de 10-12 ani, patronilor de teatre sau de bordeluri, de regulă, în baza unui contract de 10 ani. Alți astfel de actori kabuki erau specializați, unii ca parteneri pasivi (onna-gata – pe post de femeie), alții în rol de adolescent (wakashū-gata), mulți fiind bisexuali în sensul modern al termenului, prestând servicii sexuale atât pentru femei, cât și pentru barbați. Un bărbat matur nu putea fi acceptat în calitate de partener sexual pasiv, preferințele clienților îndreptându-se spre adolescenți sau tineri care nu ajunseseră la maturitate. Mulți astfel de prostituați căutau să-și extindă perioada "activă" către vârsta de 30 de ani, prin diverse trucuri și machiaj.

### Lumea Nouă

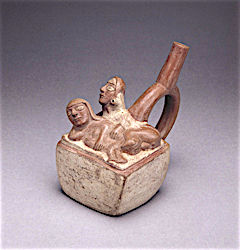
Vas ceramică Moche reprezentând un contact sexual anal heterosexual - 200AD

O particularitate interesantă o are cultura Moche din Peru, prin multitudinea de scene erotice prezente pe vasele de ceramică. Surprinde multitudinea de scene erotice prezentând contacte sexuale anale heterosexuale. 31% din vasele de ceramică găsite au astfel de scene, contactul sexual fiind reprezentat în cele mai diverse poziții. Se presupune că vasele de ceramică de acest tip sunt destinate "vieții de apoi", considerată cumva ca reversul vieții pământești, astfel încât unii au afirmat că astfel de reprezentări ar fi un fel de revers al vieții sexuale obișnuite, cea însoțită de contactul sexual normal, vaginal.  O colecție de astfel de vase cu scene erotice se găsește la Muzeul Larco din Lima, Peru.

## Sexul anal - Considerații generale
Abundența de terminații nervoase din zona anală și rectală face din contactul sexual anal o practică sexuală care poate produce placere, dar și disconfort în anumite condiții, pentru cei ce-l practică, indiferent de sex. Mușchii care controlează închiderea și deschiderea sfincterului anal intern și extern sunt extrem de susceptibili la rănire, în cazul în care nu se iau anumite precauții. Starea normală a orificiului anal este cea închisă, în mod normal, sfincterul extern opunând rezistență la penetrare dinspre exterior. Rectul este un canal tubular curbat cu lungimea de cca. 20 cm, având capacitatea, ca și cele două sfinctere anale, de a-și mări diametrul, în anumite condiții. Treimea interioară a canalului anal este mai puțin sensibilă la atingere, spre deosebire de zona dinspre exterior, în schimb, fiind mai sensibilă la presiune. Studii statistice au arătat că sexul anal este mult mai rar practicat de cuplurile heterosexuale decât alte forme ale activității sexuale. Asocierea acestuia cu practici sexuale interzise cu strășnicie în trecut, condamnate de biserică, asocierea cu o formă de dominare asupra femeii, propaganda făcută prin filmele pornografice, ca și presupunerea că ar putea conduce la plăceri deosebite, determină pe foarte mulți să încerce acest tip de contact sexual, adesea în absența unei pregătiri prealabile, rezultatele fiind adesea negative. Pentru partenerul masculin pasiv, penetrarea anală poate produce plăcere, datorită masajului pe care îl execută în mod indirect penisul partenerului activ asupra prostatei, zona sensibilă din apropierea acesteia de pe peretele rectal fiind numită punctul G masculin, punctul P sau A. Această practică poate conduce la senzații de plăcere, care în anumite cazuri pot conduce la orgasm. Atunci când survin, orgasmele produse prin stimularea indirectă a prostatei sunt mult mai intense decât cele obținute în mod obișnuit prin penetrare anală urmată de mișcări de du-te vino ale penisului. Localizată în apropierea rectului, prostata este oarecum echivalentă glandelor lui Skene ale femeii, despre care se presupune că ar fi în legătură cu punctul G feminin. De altfel, în majoritatea cazurilor, orgasmele obținute în urma contactelor sexuale anale homosexuale sunt legate de prostată. Este cunoscut de asemenea faptul că simpla penetrare anală urmată de mișcările alternative ale penisului, în majoritatea cazurilor, nu conduce la orgasm, acesta fiind obținut cel mai adesea prin masturbarea suplimentară a penisului partenerului pasiv. Aceeași chestiune este valabilă și pentru contactul sexual anal heterosexual. Studii efectuate asupra unor grupuri diverse de femei, au indicat că un procent de 70-80% necesită stimularea directă a clitorisului pentru a ajunge la orgasm. Se estimează că partea vizibilă a clitorisului, (glandul) dispune de cca. 8000 de terminații nervoase, având de asemenea conexiuni nervoase cu anusul. În afară de terminațiile nervoase prezente în peretele anal și rectal, în timpul contactului sexual anal mai este stimulat și nervul rușinos intern (pudendal), concomitent cu stimularea indirectă a clitorisului. Punctul G(Gräfenberg), chestiune controversată printre cercetători, se presupune că este situat în spatele osului pubian și că ar conține un țesut sensibil, bogat în terminații nervoase în conexiune cu clitorisul. Ca și în cazul contactului sexual anal homosexual, și în cazul celui heterosexual, în majoritatea cazurilor, orgasmul femeii nu poate fi atins numai prin penetrare anală, urmată de mișcările de du-te vino ale penisului, ci este necesară stimularea suplimentară manuală a clitorisului, sau folosind dispozitive vibratoare, așa-numitele sex toys. Stimularea concomitentă a clitorisului și a punctului G, conduce de asemenea la orgasme intense, fără a oferi totuși nici o garanție. Realitatea nu concordă cu ceea ce se vede în filmele pornografice, în care sexul anal este prezentat ca o activitate sexuală de rutină, fiind cel mai adesea neprotejat și fără a folosi lubrifiant. De asemenea, în astfel de filme, invariabil, femeia resimte plăceri extrem de intense, ajungând rapid la orgasm, sau chiar la orgasme multiple. Din contră, specialiștii recomandă precauții extreme în practicarea sexului anal, protejarea penisului cu un prezervativ special pentru sexul anal, o igienă perfectă și lubrifierea organelor în contact, penisul partenerului activ și anusul celui pasiv.

## Contactul anal heterosexual

### Fiziologie

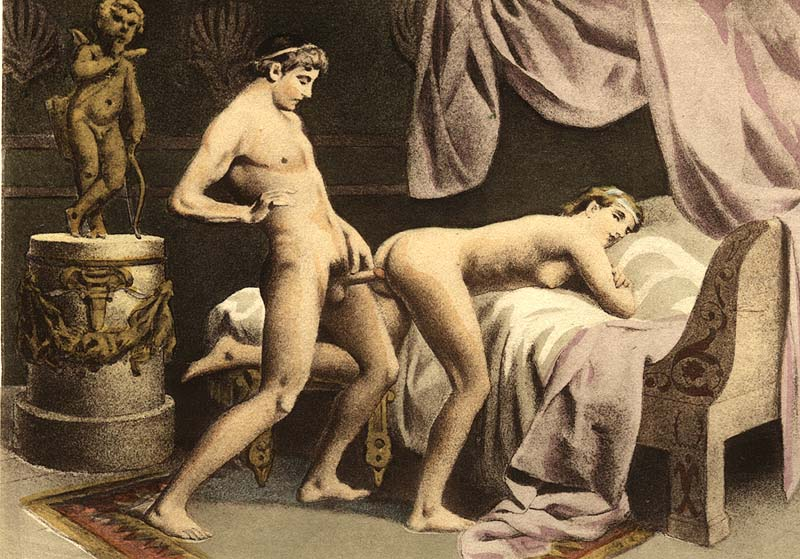
Édouard-Henri Avril - Penetrare anală heterosexuală

În general, sfincterele anale sunt mai puternice decât mușchii pelvieni ce înconjoară deschiderea vulvară, astfel încât rezistența la penetrare, opusă penisului erect, este resimțită de bărbat mai intens decât la penetrarea vaginală. Un rol important, de asemenea, îl are asocierea penetrării anale cu un act de dominație asupra femeii, care sporește plăcerea virilă. În timp ce multe femei resimt o stare de disconfort sau chiar durere acută în timpul penetrării anale, altele resimt o stare de plăcere intensă, considerând chiar contactul anal preferabil celui vaginal. Explicația constă în faptul că peretele vaginal conține mult mai puține terminații nervoase decât glandul clitorisului și peretele rectal. Din această cauză, orgasmul anal este adesea mai intens decât cel vaginal, mai ales în cazul în care penetrarea anală este dublată de stimularea manuală directă a clitorisului. Cu toate acestea, în multe cazuri, stimularea anală nu conduce întotdeauna la orgasm, în comparație cu cea vaginală, pentru că există o anume interacțiune între terminațiile nervoase vaginale și cele din glandul clitorisului. Studiile efectuate asupra unui număr de femei privind fiziologia contactului sexual anal au arătat că stimularea simultană a mai multor zone erogene, cea anală directă, prin mișcările de du-te vino ale penisului, cea indirectă, a punctului G, cea manuală, a clitorisului și orificiului vaginal, dar și asupra altor zone erogene, în cazul în care conduc la orgasm, acesta este complet diferit de cel normal, vaginal, conducând la o stare de plenitudine în tot corpul. Un număr de cupluri, deloc neglijabil, în anumite condiții, au practicat contactul sexual anal, nu datorită "exotismului" acestuia, sau plăcerii despre care se presupune că acesta o oferă, ci ca metodă contraceptivă pentru evitarea sarcinii. Nu trebuie neglijate nici riscurile pe care le implică aceste practici sexuale, în special pentru femeie. Riscul de rănire a sfincterului anal sau a țesutului fin al peretelui rectal poate fi extrem de ridicat în cazul în care nu se face o lubrifiere suficientă și penetrarea nu se face decât cu anumite precauții. Riscul de transmitere a diverselor boli cu transmitere sexuală este mult mai mare în cazul contactului sexual anal decât în cazul celui vaginal, în cazul în care nu se folosește un prezervativ (condom). De asemenea, în acest caz, pericolul este la fel de mare pentru partener, bacteriile prezente în interiorul anusului femeii putând cauza infecții urinare în cazul în care pătrund în uretră.

### Demografie
În 1992, un studiu efectuat de U.S. Centers for Disease Control and Prevention (CDC), a stabilit că doar 26% dintre bărbații între 18 și 59 de ani, și 20% dintre femeile între 18 și 59 de ani, au practicat cel puțin o dată contactul sexual anal heterosexual. Un studiu similar, realizat în 2005 de aceeași instituție a constatat creșterea procentelor stabilite anterior. Studiul a arătat că 40% dintre bărbații și 35% dintre femeile între 25 și 44 de ani, au practicat cel puțin o dată sexul anal. Într-un număr din 2007 al revistei The Journal of Infectious Diseases a apărut un studiu privind practica sexului oral și anal printre tinerii din SUA. S-a stabilit că 34% din bărbați și 30% din femei au practicat cel puțin o dată sexul anal. Procentajul pe grupe de vârstă este relativ ridicat la grupa 20-24 de ani, atingând un maxim la grupa 30-34 de ani. 16% dintre subiecți au practicat sexul anal cel puțin o dată în cursul ultimelor 3 luni, iar 29% dintre aceștia au practicat contactul sexual anal neprotejat.  Preferința pentru astfel de practici sexuale variază extrem de mult de la țară la țară, de la o regiune la alta, funcție de cultură și religie, dar și de gradul de civilizație. Un studiu din 1999, realizat în Coreea de Sud, efectuat asupra unui eșantion de 586 de femei, a indicat că un procent de 3,5% dintre acestea practicaseră contactul sexual anal. Prin comparație, în aceeași perioadă, un studiu din 2001, realizat în Franța, a indicat că 29% dintre cele 500 de femei în vârstă de 18-65 de ani practicaseră sexul anal.

## Contactul anal homosexual

### Fiziologie

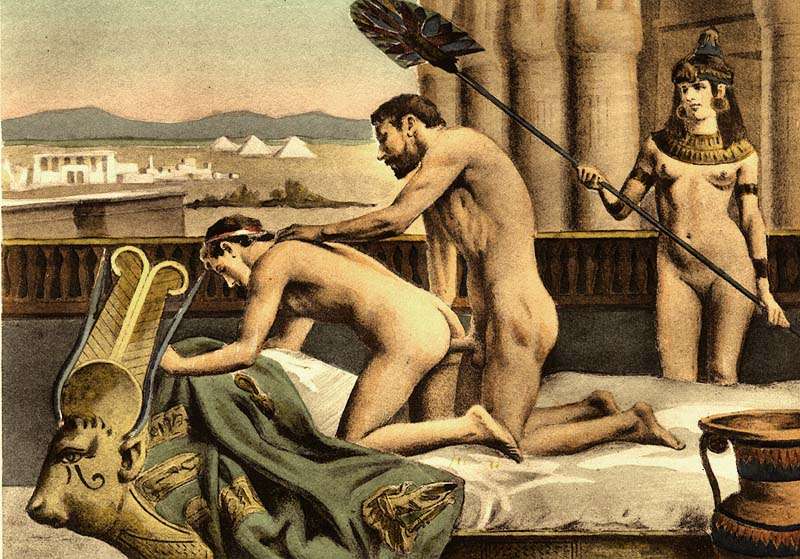
Édouard-Henri Avril - Penetrare anală homosexuală

Din punct de vedere istoric, contactul sexual anal este asociat în mentalul colectiv cu homosexualitatea masculină, dat fiindcă este o practică sexuală standard în cadrul populației de homosexuali. Cu toate acestea, se afirmă că există homosexuali care nu practică acest tip de contact sexual anal. De asemenea, în a doua jumătate a sec.20, odată cu Revoluția Sexuală, s-a constatat o mutație radicală în rândurile homosexualilor, astfel încât rolurile jucate în cadrul contactului sexual anal homosexual nu au mai fost atât de distincte, partenerul insertiv (activ) putând oricând schimba rolul cu cel receptiv (pasiv), practică denumită sex anal versatil. Se consideră că această practică sexuală constituie una din cele mai mari mutații în ecologia sexuală din istoria omenirii. Durerea percepută în cadrul contactului sexual anal, în termeni medicali se numește anodyspareunie. Unele studii au arătat că un procent de cca. 12% dintre homosexuali consideră sexul anal prea dureros pentru a încerca rolul de partener pasiv, trăgând de aici concluzia că durerea percepută în timpul penetrării anale are mai degrabă o sursă psihică și emoțională decât fizică.  Mulți homosexuali evită rolul partenerului pasiv, considerând că această postură le-ar diminua virilitatea. Alte studii au raportat că 3% din partenerii activi și 16% din cei pasivi, au raportat dureri semnificative în cursul contactului sexual anal. Factorii care pot cauza durerea în cursul contactului sexual anal pot fi lubrifierea insuficientă, lipsa stimulării și excitației, anxietatea partenerului pasiv, lipsa de comunicare și cooperare între parteneri, chestiuni valabile și pentru contactul sexual anal heterosexual.

### Demografie
De-a lungul timpului, s-au efectuat numeroase cercetări privind răspândirea acestei practici sexuale printre homosexuali. Magnus Hirschfeld, în lucrarea intitulată The Homosexuality of Men and Women, apărută în 1914, a stabilit că 8% dintre homosexualii chestionați practicau contactul sexual anal. În 1950, în Marea Britanie, 15% din homosexuali practicau contactul sexual anal. Similar cu cele constatate de către Magnus Hirschfeld, mulți cercetători afirmă că sexul oral și masturbarea reciprocă ar fi practicile sexuale preferate de către cuplurile homosexuale stabile, aceste practici prevalând asupra contactului sexual anal. Rezultate similare au fost raportate într-un studiu realizat în 2011 de The Journal of Sexual Medicine asupra unui număr de homosexuali și bisexuali. Rezultatele diverselor studii sunt extrem de contradictorii, dacă e să ne referim la datele citate anterior. Un studiu realizat de Laumann în 1994, arată că 80% din homosexuali practică sexul anal. Majoritatea studiilor estimează că cel puțin trei sferturi din homosexuali practică sexul anal, maximul fiind de 90%, homosexuali ce practică sexul anal versatil. The Advocate, cea mai cunoscută publicație LGBT din SUA, a efectuat un sondaj printre homosexuali, rezultatele acestuia fiind publicate în numărul din 23 august 1994. Studiul a cuprins 2000 de homosexuali. În ceea ce privește preferințele privind practicile sexuale, pe primul loc s-a situat sexul oral, apoi cel anal, respectiv contact oral insertiv/receptiv: 72/71%, contact anal insertiv/receptiv: 46/43%. În ceea ce privește restul de practici sexuale, 48% au practicat sexul în 3, 24% sexul în grup (mai mult de 4). 57% din participanți au declarat că au avut mai mult de 30 de parteneri sexuali, iar 35% peste 100. 26% din cei bolnavi deja de SIDA, au declarat că au practicat sex oral neprotejat, ejaculând direct în gura partenerului, chiar de la prima întâlnire. 44% din cei ce au avut contact anal insertiv în ultimul an declară că nu au folosit prezervativ, ejaculând direct în anusul partenerului, situația fiind identică pentru 58% din cei receptivi. Dintre cei infectați cu HIV, 19% au ejaculat fără a folosi un prezervativ. Dintre cei care erau deja declarați oficial bolnavi de SIDA, 11% au ascuns asta partenerului. Toate aceste cifre sugerează că în ciuda incurabilității, se pare că SIDA nu mai motivează abținerea de la relații homosexuale promiscue. Un alt studiu amplu realizat pe bărbați homosexuali în 1978 a indicat faptul că 75% dintre homosexualii albi recunoșteau că avuseseră relații sexuale cu peste 100 de parteneri diferiți de-a lungul vieții: 15% au raportat 100-249 de parteneri; 17% au raportat 250-499 de parteneri; 15% au raportat 500-999 de parteneri iar 28% peste 1.000 de parteneri.

## Riscuri
Câteva considerații privind fiziologia contactului sexual anal. Trebuie spus că din acest punct de vedere, corpul uman este total inadecvat acestor practici sexuale, deși se afirmă că ar furniza plăceri deosebite, atât femeilor cât și bărbaților. Cu toate acestea, dacă e să ne referim la un amplu studiu citat anterior, studiul realizat în 2005 de către US National Health Statistics Center, intitulat Sexual Behavior, Sexual Attraction, and Sexual Identity in the United States, în urma chestionării unui număr de 55,642 femei, s-a stabilit că per total, doar 30,7% din acestea au practicat sexul anal cel puțin o dată, în timp ce sexul oral rămâne extrem de popular, cu un procent de 89%. La grupa de vârstă 15-17 ani, sexul anal s-a dovedit a fi extrem de nepopular, doar 7%, procentul crescând cu vârsta, atingând două maxime, primul undeva în jurul vârstei de 30 de ani, și al doilea la peste 40 de ani. Maximele se înregistrează în general la femei divorțate, de rasă albă, cu multă experiență sexuală. Toate acestea demonstrează că în ciuda plăcerilor pe care se zice că le-ar oferi, sexul anal nu este chiar atât de popular printre femei. Revenind la fiziologia sexului anal, trebuie spus că organul în speță, rectul, este total inadecvat actului sexual, nu degeaba în multe legislații, în trecut, astfel de activități sexuale erau denumite acte contra naturii. În ceea ce privește penetrarea, rectul este complet diferit de vagin, care dispune de un sistem sofisticat de lubrifiere, este extrem de elastic, și este susținut de un sistem ingenios de mușchi. De asemenea, peretele vaginal dispune de un strat subțire de mucus, având un epiteliu stratificat care constituie o barieră naturală contra factorilor imunologici din spermă, având de asemenea o bună rezistență la frecarea produsă de mișcările de du-te vino ale penisului erect. Complet diferit, rectul are o structură de canal unidirecțional, care permite o singură mișcare, într-un singur sens, dinspre interior spre exterior, în vederea evacuării materiilor fecale. Sfincterul anal este astfel constituit încât să stea cea mai mare parte a timpului închis. În vederea “relaxării” acestuia, se apelează la un soi de dildo-uri anale din silicon sau din alte materiale (butt plugs), unguente și anestezice locale, lubrifianți, dar și la dispozitive mecanice sau pneumatice de “lărgire” (expandable butt plugs). Chiar dacă toate aceste accesorii poartă denumirea generică de sex toys, se remarcă ușor caracterul artificial al acestor ”jucării”, menite să suplinească ceea ce natura a omis să prevadă. Rectul este construit pentru “eliminare” și nu pentru “asimilare”.  Spre deosebire de vagin, intestinul gros are doar un singur strat de celule care-l separă de țesutul bogat vascularizat, astfel că orice microb venit din exterior trece imediat în sânge, infectându-l. Țesutul fin al peretelui rectal este câtuși de puțin adecvat frecării cu un corp străin, inclusiv cu un penis în erecție. În plus, sperma conține componente imunosupresive, care-i permit să treacă de bariera imunologică a vaginului; invazia de materie vie în rect, care nu dispune de o astfel de barieră, provoacă blocarea reflexelor imunologice, facilitând infectarea cu boli cu transmitere sexuală, în special sifilis și SIDA. În anul 2000, 86,5% din îmbolnăvirile cu SIDA printre bărbații albi americani s-au datorat contactelor sexuale homosexuale și doar 4,1% s-au datorat contactelor sexuale heterosexuale. Datele statistice prezentate de către Centers for Disease Control and Prevention (CDC), la Conferința Națională asupra Bolilor cu Transmitere Sexuală din 2010 (SUA), arată că rata îmbolnăvirilor cu SIDA și sifilis pentru bărbații homosexuali, în special, este de 44 de ori mai ridicată față de cea a îmbolnăvirilor la bărbați heterosexuali, și de 40 de ori față de cea a femeilor heterosexuale.  Rezultă de aici factorul uriaș de risc de îmbolnăvire cu SIDA și sifilis pe care-l prezintă practicarea contactului sexual anal. La toate acestea se adaugă fisurarea ușoară a peretelui rectal, rănirea sfincterului prin manevre brutale, asociate penetrării anale brutale sau masturbării anale numită fisting, care amplifică pericolul transmiterii de boli. În afară de bolile cu transmitere sexuală menționate deja, sifilis și SIDA, devenite deja endemice, alte boli asociate sexului anal sunt hepatita B și C, herpes-ul, gonoreea, cancerul rectal, chlamydia, majoritatea boli extrem de grave. În bună parte, toate acestea se pot evita prin folosirea prezervativului, eventual a unuia special conceput pentru sexul anal. O altă practică periculoasă, extrem de frecvent prezentată în filmele porno, este penetrarea anală, alternând cu cea vaginală. Această practică, indiferent dacă penisul este protejat sau nu cu un condom, conduce la transmiterea dirijată de bacterii anale în interiorul vaginului, putând conduce la infecții vaginale și urinare grave. O practică și mai periculoasă, extrem de rar menționată până acum în literatura de specialitate, practicată atât cu femeile cât și cu bărbații, prezentă uneori în filmele porno, este așa-numitul "black-kiss", care constă în introducerea penisului în anusul partenerului, urmată de scoaterea acestuia și introducerea lui în gura celui sodomizat sau a unui terț care participă la contactul sexual, după care manevra se repetă, practic, fiind o transmitere dirijată de microbi din anus în gură, indiferent dacă penisul activ este protejat sau nu de prezervativ.

## Punctul de vedere religios

### Creștinism
Textele creștine clasice se referă de cele mai multe ori eufemistic la contactul sexual anal, ca la un păcat contra naturii  (Toma d'Aquino) sau Sodomitica Luxuria (într-una din ordonanțele lui Carol cel Mare), sau și mai subtil, peccatum illud horribile, inter christianos non-nominandum, adică acel păcat oribil care nu trebuie (nici măcar) numit numit de creștini. Sensul principal sexual al cuvântului sodomie pentru creștini, nu a evoluat până după secolul al VI-lea d.Hr. Împăratul roman Iustinian I , a amendat sodomia cu novelele sale cu nr. 77 (din anul 538 DC) și nr. 141 (din anul 559 DC) din Corpus Iuris Civilis specificând că păcatul sodomiei este activitatea sexuală între persoane de același sex și dorința pentru aceasta. El a făcut legătura și cu „foametea, cutremurele, și molima” care s-au abătut asupra orașelor din cauza „acestor nelegiuiri”, în timpul unor recente cutremure și alte calamități. (535-536) Pornind de la textele biblice, încă de la începuturi și până în zilele noastre, marile biserici creștine, cea ortodoxă, ca și cea romano-catolică, condamnă atât contactul sexual anal, cât și relațiile sexuale homosexuale, considerându-le ca nefirești (contra naturii).
"Homosexualitatea trebuie tratată de societate ca o perversiune imorală și periculoasă, iar de religie ca un păcat. " 
(Comunicat al BOR privind homosexualitatea).

### Islamism
În limbile arabă și farsi, cuvântul ce desemnează sodomia, liwat (pronunție arabă: liwāṭ; pronunție persană: lavât), este derivat din aceeași sursă ca și în cultura occidentală, cu aproape aceleași conotații ca și în engleză, referindu-se la practicile interzise de Coran, și înseamnă “păcatul poporului lui Lot”. Practica sexuală, în speță contactul sexual între doi barbați este cu desăvârșire interzis. Bărbații care practică astfel de contacte sexuale sunt denumiți luti (lutiyin la plural). Sharia prevede ca vinovații de sodomie, atât bărbații homosexuali, cât și femeile lesbiene să fie pedepsiți, fără a preciza în ce mod, dat fiindcă nici Coranul nu prevede vreo pedeapsă în acest sens. Este prevăzută de asemenea posibilitatea iertării “păcătoșilor”.   Nu se face în nici un fel referire la contactul sexual anal heterosexual. Cu toate acestea, în numeroase state cu legislația influențată de religia islamică, este prevăzută pedeapsa cu moartea pentru homosexualitate, în altele, pedepse extreme precum închisoarea pe viață. De exemplu, în Iran, Codul penal, art.108-126, se referă la sodomie și la toate aspectele conexe. Sodomia este definită drept contact sexual între doi barbați adulți responsabili. Nu se face absolut nici o distincție între partenerul activ și cel pasiv, pentru delictul de sodomie fiind prevăzută pedeapsa cu moartea, metoda de execuție fiind la latitudinea judecătorului. Următoarele articole, 127-134, se referă la delictul de lesbianism (Mosaheqeh), pedepsit cu 100 de lovituri de bici, iar la a patra recidivă fiind posibilă condamnarea la moarte. Cu toate acestea, în Iran, condamnări la moarte pentru homosexualitate s-au pronunțat extrem de rar și numai în cazul în care fapta a fost însoțită de alte delicate grave (viol homosexual) sau a avut consecințe grave (rănirea, uciderea, sau sinuciderea victimei). 

### Hinduism
Cu toate că hinduismul nu recunoaște relațiile pur homosexuale, adică afective și sexuale dintre doi bărbați, recunoaște însă relațiile sexuale dintre bărbați și persoane aparținând celui de-al “treilea sex”, considerând aceste relații mai degrabă ca o extindere a conceptului de heterosexualitate decât relații pur homosexuale. Cu denumiri diferite, funcție de “specializare”, Hijras, Alis, Kotis, etc…, așa cum sunt ei cunoscuți în India, în realitate, aceștia sunt prostituați, mai mult sau mai puțin efeminați, prin diverse tratamente hormonale sau chirurgicale, care practică sexul oral și anal cu clienții. Astfel de indivizi, unii dintre ei, transsexuali autentici, profesioniști ai sexului anal și oral, pot fi întâlniți și în Thailanda, dar și alte țări din Asia.

## Punctul de vedere legal
În Occident, odată cu formarea statelor creștine, legislația acestora a menținut secole de-a rândul homosexualitatea ca un delict antisocial, sancționat cu pedeapsa capitală. Primul care a studiat sodomia în mod științific a fost medicul francez Auguste Ambroise Tardieu (1818-1879). Primele cercetări asupra homosexualității și contactului sexual anal au fost făcute mai ales din perspectivă medico-legală, urmând după aproape un secol studiile lui Freud din perspectivă psihanalitică. Până la Revoluția Franceză, în majoritatea statelor occidentale pedeapsa pentru homosexualitate era moartea. Revoluționarii francezi au fost primii care au abolit pedeapsa cu moartea pentru așa-zisele crime fără victime, respectiv sodomie, blasfemie, erezie și vrăjitorie. Ulterior, în majoritatea statelor occidentale, pedeapsa cu moartea pentru sodomie a fost abolită, pe măsură ce secularitatea statului se întărea, iar legislația se elibera treptat de influența preceptelor religioase.

### Occident
În Franța, în secolul al XVIII-lea, sodomia era încă teoretic o infracțiune capitală, și au existat câteva cazuri de sodomie în care inculpații au fost executați. Totuși, în multe dintre acestea, delictul capital de sodomie era asociat altor infracțiuni. Arhivele Bastiliei și ale locotenentului de poliție d'Argenson, precum și informații provenite din alte surse, arată că mulți dintre cei care erau arestați pentru homosexualitate erau exilați, trimiși într-un regiment, sau întemnițați în locuri (de obicei spitale) asociate cu crimele morale, ca și prostituția. Într-o examinare a proceselor de viol și sodomie, din timpul secolului al XVIII-lea, la Tribunalul Old Bailey din Londra, descoperim că atitudinea, în ceea ce privește pedepesele, era mai indulgentă cu violul, dar aspră cu sodomia. Totuși, dificultatea dovedirii că penetrarea și ejacularea au avut loc, rezulta frecvent în condamnarea bărbaților sub o acuzație inferioară, de exemplu, ”viol cu intenție sodomică” (en. assault with sodomitical intent), care nu impunea pedeapsa capitală. Pe întreg teritoriul SUA, până în 1962, sodomia, respectiv contactul sexual între persoane de același sex, era considerată un act de o gravitate excepțională, o felonie (felony = serious crime). Cu toate acestea, cazurile în care homosexualitatea a fost pedepsită, au fost extrem de rare, datorită dificultății de a dovedi penetrarea anală și ejacularea. Abia în anul 2003, Curtea Supremă a SUA a declarat ca fiind neconstituționale legile privind sodomia în ultimele 14 state americane care nu aboliseră aceste legi. Este vorba despre pachete de legi ce incriminau nu numai sodomia, dar și altfel de comportamente sexuale, inclusiv între persoane de sex diferit. Legi similare existau în majoritatea statelor europene, ele fiind abolite în unele țări mai devreme (Danemarca – 1933, Elveția – 1942, Suedia – 1944) sau mai târziu (România - 1996), existând și țări în care aceste homosexualitatea nu au fost niciodată incriminată, precum Polonia, posibil și datorită răspândirii restrânse a acestor practici sexuale. 

### România
Primele referiri cu privire la incriminarea din punct de vedere legal a relațiilor sexuale homosexuale apar în vremea domnitorului Vasile Lupu(1595-1661), legislația de atunci prevăzând pedeapsa cu moartea pentru astfel de practici sexuale. În Codul Penal promulgat de către domnitorul Alexandru Ioan Cuza în anul 1864, inspirat mai ales de legislația franceză în domeniu, care abolise deja incriminarea penală a homosexualității în anul 1791, nu existau diferențe între tratamentul relațiilor sexuale hetero sau homosexuale, în sensul că relațiile sexuale anale consensuale survenite între adulți responsabili de același sex, derulate în spațiul privat, nu mai puteau fi condamnate. Violul homosexual era echivalent din punct de vedere penal cu cel heterosexual, iar contactul sexual anal era incriminat doar în cazul în care producea scandal public. La sfârșitul secolului XIX, Codul Penal transilvănean, în vigoare începând cu anul 1878, pedepsea doar violul homosexual:
- Articolul 242: "Constituie crimă de acte impudice nefirești, care se pedepsește cu recluziunea până la cinci ani, când asemenea acte se săvârșesc între bărbați, prin violență sau amenințări, iar dacă crima a pricinuit moartea părții vătămate, cu temniță grea pe viață."

După Marea Unire din 1918, aplicabilitatea Codului lui Cuza din 1864 se extinde în mai multe regiuni ale noului stat, dar în Ardeal rămâne valabil cel vechi. Juristul Vasile Dongoroz face un rezumat al situației în lucrarea "Articol despre Pederastie" publicat în Curierul Judiciar nr. 6, din 9 februarie 1930, la București:
*"Codul nostru penal actual a urmat sistemul Codului francez, adică actele sexuale contra naturii sunt din punct de vedere penal sancționate în aceleași situațiuni când devin pedepsibile și relațiile sexuale normale. Așadar, numai atunci când se constată ca atare că actele au fost săvârșite cu violență (art. 263 CP) sau în așa chip încât s-a adus un ultragiu public contra pudoarei (art. 262 CP), ele vor cădea sub rigorile legii penale."
Incriminarea discriminativă a relațiilor sexuale anale apare abia odată cu Codul Penal al lui Carol al II-lea din 1937. Relațiilor sexuale între parteneri de același sex le era rezervat articolul 431, care după niște mici modificări, capătă această formă în anul 1938:
- alin. 1: Actele de inversiune sexuală săvârșite între bărbați sau între femei, dacă provoacă scandal public, constituiesc delictul de inversiune sexuală și se pedepsesc cu închisoare corecțională de la 6 luni la 2 ani.
- alin. 2: Dacă actul s-a săvârșit asupra unei persoane mai mici de 18 ani, pedeapsa este închisoare corecțională de la 1 la 3 ani.
- alin. 3: Aceeași pedeapsă prevăzută la alineatul precedent se aplică și în cazul când actul s-a săvârșit asupra unei persoane mai mici de 14 ani chiar dacă nu s-a produs scandal public.

În perioada comunistă, în primul Cod Penal, promulgat în 1948, vechiul articol 431 din codul carlist este reluat în aceeași formă, cu deosebirea că pedepsele sunt mai aspre, de la un minimum de 2 ani, la un maxim de 5 ani de închisoare corecțională. În 1957 deja dispare condiționarea "scandalului public" și orice contact sexual consimțit între persoane de același sex este pedepsit cu închisoare corecțională. Odată cu ascensiunea lui Nicolae Ceaușescu, legislația comunistă își schimbă destul de mult atitudinea față de multe aspecte ale vieții sociale. În 1968 Marea Adunare Națională elaborează o versiune complet revizuită a Codului Penal. Acum infracțiunile privitoare la viața sexuală erau incluse în secțiunea infracțiunilor contra persoanei. Articolul 200, alin. 1, prevedea că: "relațiile sexuale între persoane de același sex se pedepsesc cu închisoare de la unu la cinci ani". După 1989, până în 1996, cînd a fost abrogat, articolul 200 a rămas în vigoare. Autoritățile române explicau, ca răspuns la intervențiile internaționale, că nu mai este pus în aplicare. Alin. 2 se referea la relațiile homosexuale cu minori sau savârșite prin forță, stabilind pedepse mai mari decât cele prevăzute pentru relațiile heterosexuale cu minori sau pentru viol heterosexual. În sfârsit, alineatul 4 al articolului 200 pedepsea "îndemnarea sau ademenirea unei persoane în vederea practicarii faptei prevazute în alin. 1" cu închisoare de la unu la 5 ani. În 1996, ca urmare a presiunilor internaționale și a unor dezbateri intense, alin. 1 al articolului 200 a fost amendat astfel încât să incrimineze actele homosexuale "savârșite în public sau dacă au produs scandal public" cu închisoare de la unu la 5 ani. În același timp, la ultimul alineat au fost adăugate prevederi care pedepsesc nu numai "îndemnarea sau ademenirea unei persoane", ci și "propaganda ori asocierea sau orice alte acte de prozelitism săvârșite în același scop" cu închisoare pe același termen. A fost acuzată formularea ambiguă a textului legii, ca și faptul că discriminează indivizii prin faptul că infracțiunea de scandal public de tip heterosexual nu există. Ulterior, prin prin Legea nr. 197 din 13 noiembrie 2000, pentru prima dată, elementul material al infracțiunii de viol, reprezentând „raportul sexual cu o persoană de sex feminin”, a fost înlocuit cu „actul sexual, de orice natură, cu o altă persoană”, nemaifăcând distincție între violul de tip hetero sau homosexual, pentru ca în 2002 să se înlocuiască “altă persoană”, cu “o persoana de sex diferit sau de acelasi sex”. În ceea ce privește vârsta consimțământului sexual, discriminarea încă persista, dat fiindcă relațiile homosexuale erau permise doar cu majori (peste 18 ani), în timp ce contactul sexual heterosexual era permis pentru cei în vârstă de peste 14 ani. Noul cod penal, în vigoare de la 1 februarie 2014, a pus de acord aceste contradicții, reducând vârsta consimtământului sexual la 15 ani, pentru tinerii de ambele sexe.